# Michail Linge
Michail Linge (Kaloega 26 november 1958 - Moskou, 4 februari 1994) was een Sovjet-Russisch atleet, die gespecialiseerd was in de sprint.

## Biografie
Linge nam slechts deel aan één internationaal kampioenschap, de Olympische Zomerspelen 1980 in eigen land. Op de 4x400 meter estafette won hij samen met zijn ploeggenoten de gouden medaille. 
Op 11 maart 1982 stuurde hij zijn auto op de voorkant van een bus. Vanwege dit ongeluk moest hij zijn carrière beëindigen. 
In midden van de jaren 80 werd hij veroordeeld tot 8,5 jaar cel vanwege smokkelen, na een mislukte ontsnappingspoging werd zijn celstraf verlengd met 1 jaar. Vanwege goed gedrag kwam Linge in 1990 vrij. In 1994 werd hij vermoord, de dader is nooit gevonden.

## Titels
- Olympisch kampioen 4 x 400 m estafette - 1980

## Persoonlijke records
- 400 m – 45,4 s (1980)

## Palmares

### 4 x 400 m estafette
- 1980:  OS - 3.01,1

1912: Sheppard, Lindberg, Meredith, Reidpath ·
1920: Griffiths, Lindsay, Ainsworth-Davis, Butler ·
1924: Cochran, Helffrich, MacDonald, Stevenson ·
1928: Baird, Alderman, Spencer, Barbuti ·
1932: Fuqua, Ablowich, Warner, Carr ·
1936: Wolff, Rampling, Roberts, Brown ·
1948: Harnden, Bourland, Cochran, Whitfield ·
1952: Wint, Laing, McKenley, Rhoden ·
1956: Jenkins, Jones, Mashburn, Courtney ·
1960: Yerman, Young, G. Davis, O. Davis ·
1964: Cassell, Larrabee, Williams, Carr ·
1968: Matthews, Freeman, James, Evans ·
1972: Asati, Nyamau, Ouko, Sang ·
1976: Frazier, Brown, Newhouse, Parks ·
1980: Valiulis, Linge, Tsjernetski, Markin ·
1984: Nix, Armstead, Babers, McKay ·
1988: Everett, Lewis, Robinzine, Reynolds ·
1992: Valmon, Watts, Johnson, Lewis ·
1996: Harrison, Smith, Mills, Maybank ·
2000: Bada, Chukwu, Monye, Udo-Obong  ·
2004: Harris, Brew, Wariner, Williamson ·
2008: Merritt, Taylor, Neville, Wariner ·
2012: Brown, Pinder, Mathieu, Miller ·
2016: Hall, McQuay, Roberts, Merritt ·
2020: Cherry, Norman, Deadmon, Benjamin ·
2024: Bailey, Norwood, Deadmon, Benjamin